# San Benedetto Belbo
San Benedetto Belbo (piemontiul: San Benedet) település Olaszországban, Piemont régióban, Cuneo megyében. Lakosainak száma 151 fő (2023. január 1.). San Benedetto Belbo Bossolasco, Mombarcaro, Murazzano és Niella Belbo községekkel határos.

## Népesség
A település lakossága az elmúlt években az alábbi módon változott:
| Lakosok száma | 168  | 166  | 151  |
|               | 2017 | 2018 | 2023 |